# アミン・サール
アミン・サール（Amin Sarr, 2001年3月11日 - ）は、スウェーデン・マルメ出身のサッカー選手。エラス・ヴェローナFC所属。ポジションはフォワード。

## クラブ経歴
2018年、マルメFFの下部組織に入団し、2020年4月23日にクラブと自身初のプロ契約を結んだ。同年7月16日、IFKヨーテボリとのリーグ戦でプロデビューを果たすと、プロ1年目はアルスヴェンスカンで17試合1得点という記録を残した。
2021年6月16日、2021シーズン終了までミェルビーAIFにレンタル移籍することが発表された。
2022年1月13日、2025年6月までの契約でエールディヴィジのSCヘーレンフェーンに完全移籍した。
2023年1月30日、リーグ・アンのオリンピック・リヨンに移籍し、3年半契約を結んだ。
2023年8月31日、ドイツ・ブンデスリーガのVfLヴォルフスブルクに1年間のレンタル移籍で加入した。
2024年8月27日、イタリア・セリエAのエラス・ヴェローナFCに買い取りオプション付きの1年間のレンタル移籍で加入した。

## 代表経歴
2019年からスウェーデンの世代別代表に招集されている。